# Lubanów (powiat sieradzki)
Lubanów – wieś w Polsce położona w województwie łódzkim, w powiecie sieradzkim, w gminie Błaszki. Granicy z Lubanowem w granicach Błaszek.
W latach 1975–1998 miejscowość należała administracyjnie do województwa sieradzkiego.
Zobacz też: Lubanów, Lubanowo